# Кароль Лянцкоронський

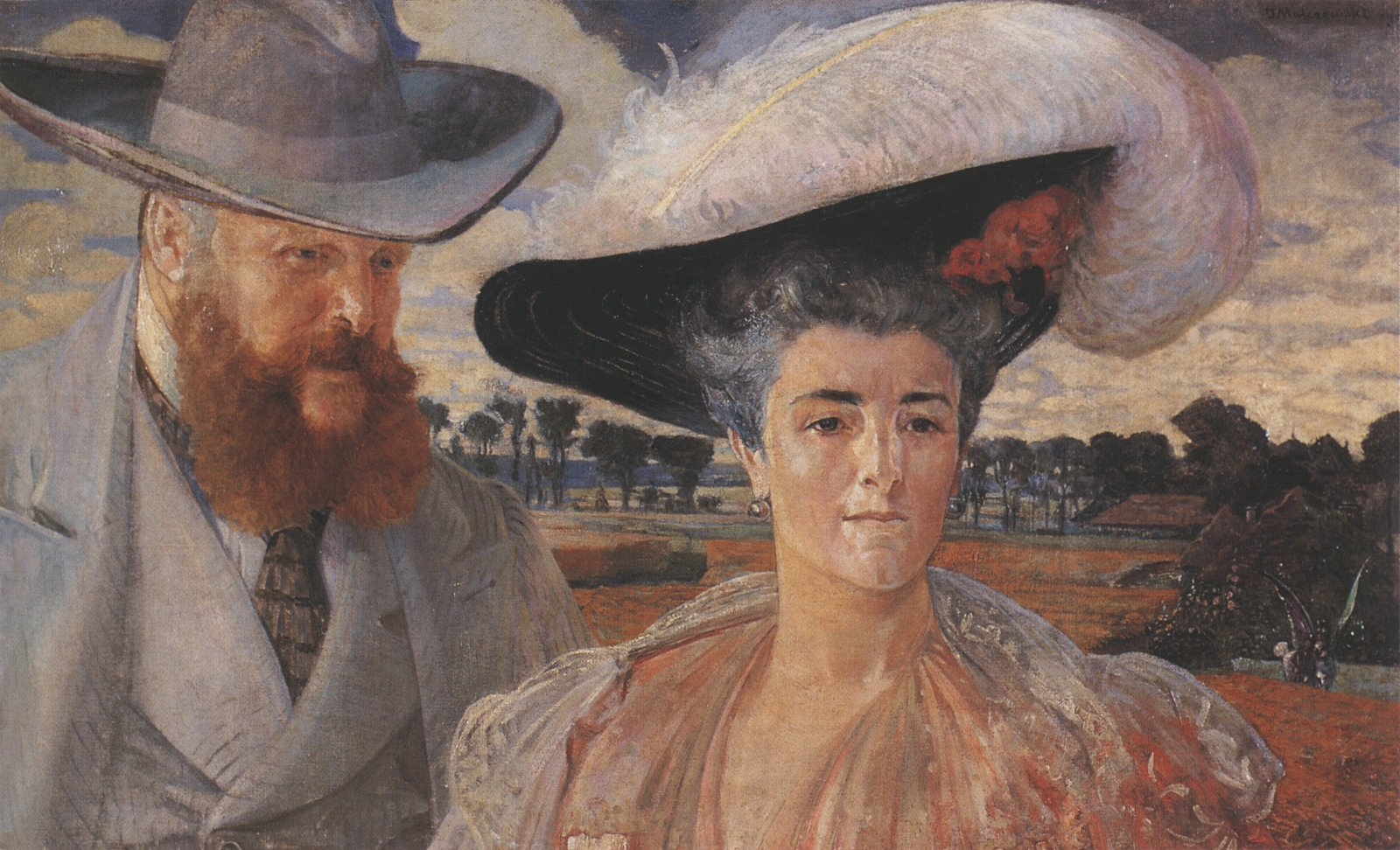

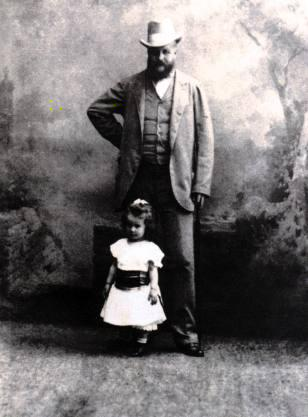
Кароль з донькою Кароліною

Ка́роль Антоній Лео Людвік Лянцкоро́нський (пол. Karol Antoni Leo Ludwik Lanckoroński, нім. Karl Graf Lanckoroński(-Brzezie); 4 червня 1848, Відень — 15 липня 1933, там само) — граф, польський мистецтвознавець, колекціонер, письменник, мандрівник, спадковий член Палати Панів в австрійській Державній Раді, віце-президент[джерело?] Організації культурної оборони в Галичині, кавалер ордену Золотого Руна, мальтійський кавалер. Доктор права.
Був власником маєтків у Східній Галичині (Розділ, Комарно, Ягільниця), Королівстві Польськім (Водзіслав коло Єнджейова) і Штирії (Фрауенвальд).

## Життєвий шлях
Народився у Відні в родині Казімежа Вінцентія Міхала Лянцкоронського (1802—1874, член галицького станового сейму, довічний член Палати панів австрійського Райхсрату з 1861) і його дружини Леонії з Потоцьких. Після закінчення гімназії відбув студії у Віденському університеті (1866—1870), закінчивши їх із здобуттям ступеня доктора права (1870).
У молодості багато подорожував по Європі, а також вздовж африканського і азійського узбережжя Середземного моря. Найбільше подорожував по Італії і став визначним знавцем італійського мистецтва. У 1882 році взяв участь в експедиції австрійського археолога Отто Бенндорфа до Лідії в Малій Азії. Через два роки організував і фінансував велику наукову експедицію до Памфілії і Пісідії (також в Малій Азії). У цій експедиції, крім австрійських археологів, взяли участь професор історії мистецтва Ягелонського університету Мар'ян Соколовський, а також художник Яцек Мальчевський, який мав приязні стосунки з Каролем.
В 1885 році відбулася наступна експедиція до Памфілії і Пісідії, відправлена Лянцкоронським. Завдяки цим експедиціям було досліджено і описано руїни стародавніх міст з часів Римської імперії. Результати досліджень були видані стараннями Лянцкоронського у книзі під назвою «Міста Памфілії і Пісідії», яку перекладено на німецьку, польську і французьку мови (версія польська, т. І — ІІ, Краків 1890 і 1896). В 1888–1889 рр. Лянцкоронський подорожує навколо світу, затримується в Індії і Японії, де досліджує місцеве мистецтво. Обширний щоденник тієї подорожі був виданий німецькою, а наступний польською мовами («Naookolo ziemi 1888—1889», Kr.1896). Велика заслуга Лянцкоронського полягала у доведенні до реставрації славетної ранньохристиянсько-римської базиліки в місті Аквілея у північно-східній Італії і видання ілюстрованої монографії про врятовану пам'ятку («Dom von Aquileia» Wien 1906). Член Товариства опіки над польськими пам'ятками мистецтва і культури. 8 березня 1912 року іменований почесним членом товариства.

## Громадська діяльність. Колекціонування
Стараннями Лянцкоронського також багато завдячують збереженню пам'яток мистецтва у Відні та Польщі. Як співорганізатор і член найвищих австрійських відомств у справах мистецтва причинився до утворення на терені всієї держави установи, яка опікувалася пам'ятками, а також сучасної консерваторської служби. У Польщі зацікавлення Лянцкоронського були сконцентровані у справі реставрації Вавелю. Під кінець XIX ст. став членом опікунського комітету над відновленням вавельської катедри, для якої Антоній Мадейський у 1901 році виконав саркофаг королеви Ядвіґи його коштом.
Колекціонував скульптури й керамічні вироби стародавніх Греків і Римлян. З подорожі навколо світу привіз староіндійські, китайські та японські твори мистецтва. Було репрезентовано багато польських творів мистецтва, зокрема кілька портретів роботи Марчелло Баччареллі, колекцію родинних портретів Жевуських, Лянцкоронських і Потоцьких, картини й малюнки Пйотра Міхаловського, Артура Гроттгера, Яна Матейка, Яцека Мальчевського, Казімежа Похвальського. У 1892–1894 роках коштом Лянцкоронського у Відні збудовано показний палац у необароковому стилі, у якому зберігалася його колекція. Поза Віднем збирав твори мистецтва й у своїй літній резиденції в Роздолі.
Брав активну участь у засіданнях Польського Кола в австрійському парламенті, був головою комітету по відновленню польського костелу на вул. Реннвеґ у Відні, відкритого в 1898 році. Офірував Кабінетові мистецтв та археології Ягелонського університету гіпсові відливи італійських скульптур епохи ренесансу, Академії Мистецтв у Римі — зібрання кільканадцяти тисяч фоторепродукцій творів мистецтва. У 1891 році обраний членом-кореспондентом Академії Мистецтв, в 1907 йому було надано звання доктора honoris causa Ягайлонського університету. Також був членом Академії наук у Відні, доктором «honoris causa» Берлінського університету. У 1903 році нагороджений Орденом золотого руна, на початку 1914 року отримав звання Великого охмістра (Oberstkammerer; найвищий двірський сан).
Після закінчення Першої світової війни й розпаду Австро-Угорщини залишився у Відні. 1918 року разом з колишнім міністром для Галичини Казімежем Хлендовським, колишнім шефом цісарської канцелярії Яном Левицьким і журналістом Бернардом Шарліттом увійшов у склад комісії, створеної під час останньої війни.
Помер 15 липня 1933 року у Відні.

## Родина
Лянцкоронський був тричі одруженим, з австріячками Марією Зальм (одруження стає невизнаним в 1882 році) і Францішкою Аттемс (померла в 1893 році), також з прусачкою Маргарет фон Ліхновски. Мав троє дітей, які всі були виховані поляками:
- Антоній (1893—1965), до 1939 року економічний діяч у Польщі, в 1939—1945 рр. — працівник Міжнародного Червоного Хреста в Женеві, в 1960 році створив фонд імені Карла Лянцкоронського у Швейцарії. В 1967 році Кароліною і Аделаїдою цей фонд був перейменований на фундацію ім. Лянцкоронських, яка фінансово підтримує польські культурні інституції.
- Кароліна (1898—2002).
- Аделаїда (народ. 1903).